# Trío Los Zafiros
El Trío "Los Zafiros" es un trío colombiano famoso por haber ganado la Orquídea de Plata Philips en 1967.

## Historia

### Creación
Vio la luz este trío en Bogotá en el año 1963, siendo su director Pedro Martín Silva Quintero, natural de Onzaga (Santander), acompañado por los hermanos caldenses Germán y Horacio Morales. La razón social 'Pedro Silva y su trío Los Zafíros' fue registrada como propiedad intelectual en el Ministerio de Gobierno de Colombia en 1969.

### Primeros años
La primera grabación del trío fue un disco de 78 revoluciones bajo el sello Vergara, interpretando el joropo 'Garagoa' de Pedro Silva Quintero, y el merengue 'La Trampa de Oro' de los hermanos Morales.
Luego hicieron su incursión en Radio Tricolor participando en el programa 'La Hora del Galerón' que dirigía Benito Ardila, alcanzando gran popularidad. También estarían en Radio Meridiano Caracol, dentro del programa Humor Colombiano, actuando junto con Los Tolimenses, Chaparrines, Ever Castro, Montecristo, entre otros.
El Trío Los Zafiros con el cambio de integrantes, Luis López-'El Charro Tapatío' y Jorge Molina, emprenden una gira por todo el país iniciando en Boyacá y los Santanderes, culminando en Bucaramanga, donde fijan su residencia. En esta ciudad el médico Hernando Abril Estévez fue su principal promotor. Llegaron a la radio Bucaramanga y a ser artistas exclusivos del Hotel Bucarica durante once años.
El sello Discos Tropical, en 1964, mostrándose muy interesado por el éxito de esta agrupación les grabó 'Señora Bucaramanga', cuyo compositor José A. Morales autorizó personalmente a Pedro Silva para grabarla por primera vez; se acompañaron con el violín de Alfonso Guerrero.

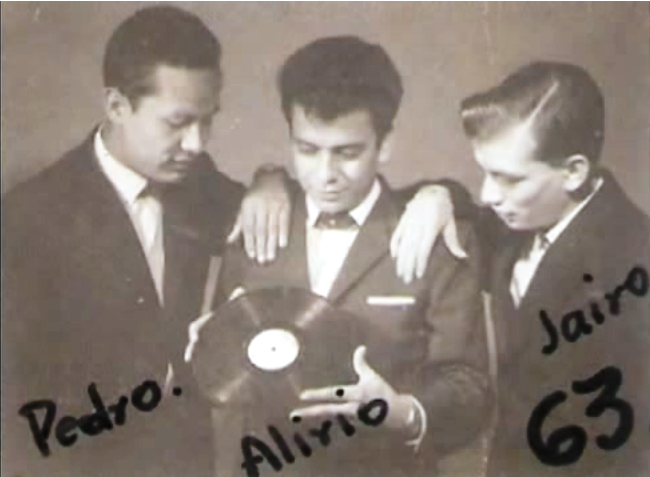
Una de las primeras conformaciones del trío en Bucaramanga

### La Orquídea de Plata Philips
En el año 1967, reorganizado el Trío con los artistas Emilio García y Tony Córdoba participó con el bambuco 'Alma Santandereana' del compositor Héctor Suárez, en el Concurso Orquídea de Plata Philips donde obtuvieron el primer galardón entre otros concursantes como  Emilce, Clara Inés Posada, Dueto Los Inolvidables, La Gran Vía. Como parte del premio grabaron en Philips su primer LP, el cual contenía varias obras del mismo Héctor Suárez, entre ellas el bolero rítmico 'Ajena' que les dio fama nacional e internacional, y que hasta el presente es su canción más solicitada.
En el año 1969 se fusionó temporalmente el Trío los Zafiros con Alfonso Guerrero y Fidel Uribe, bajo el 'Los Cinco del Sur', para participar nuevamente en el concurso de Philips donde lograron un segundo lugar y la grabación de otro LP en la misma disquera.

### Trayectoria
Igual que ha sucedido en el historial de la gran mayoría de tríos, por la agrupación de los Zafiros también han desfilado artistas que no siempre han tenido continuidad, algunos de ellos: Alfonso Hernández, Alex Valero, Alejandro Parra, Chepe Sarmiento, Ramiro Blanco, Jorge Blanco, Alejandro Valenzuela, Alfonso Blanco, Luis Ramírez, Horacio Saavedra, Rafael Fornaris, Tony Córdoba y Gerardo Cortés entre otros, tanto en la primera como en la segunda voz; mientras que la tercera voz del trío siempre ha sido Pedro Silva. 
A lo largo de su extensa trayectoria, el Trío Los Zafiros ha compartido escenario con importantes artistas, como: Armando Manzanero, Mario Moreno (Cantinflas), José Alfredo Jiménez, Luis Aguilar, Tony Aguilar, Clavillazo, Tin Tan, Fernando Valadés, Johny Albino y su Trío San Juan, Víctor Hugo Ayala, Carlos Julio Ramírez, Lucho Ramírez, Leonor González Mina, elenco Escuelita de doña Rita, Bovea y sus Vallenatos, Orquestas de Pacho Galán y Lucho Bermúdez, María Dolores Pradera, Los Visconti, Yolima Pérez, Berenice Chávez y, por supuesto, del famosísimo Trío Los Panchos, del cual Pedro Silva se declara fiel seguidor. En diversas oportunidades, acompañaron musicalmente en sus giras por el país a famosos cantantes como, Olimpo Cárdenas (durante 8 años), Lucho Bowen, Julio Jaramillo, Daniel Santos, Tito Cortés, Oscar Agudelo y Victor Hugo Ayala; cosechando con ello grandes amistades en el ámbito musical nacional.

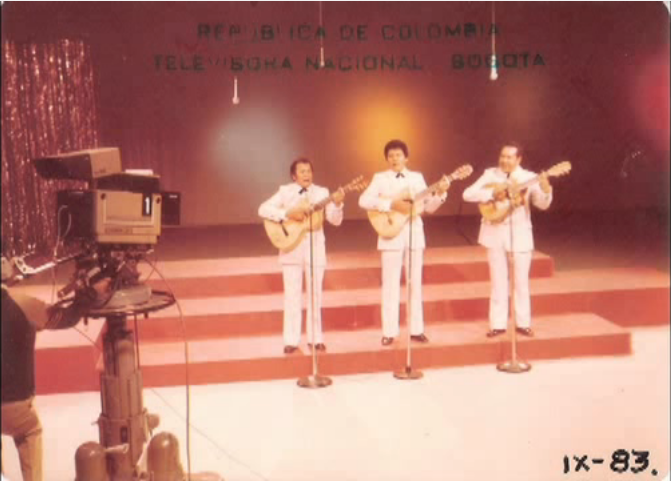
En el Club de la Televisión, 1983

En sus múltiples giras Los Zafiros han tenido la oportunidad de viajar a Venezuela, Argentina (1978 En el programa Viejo Almacén), Ecuador, Chile, Estados Unidos (1982 en el Canal 51), México (Plaza Garibaldi y el Teatro de Bellas Artes) y otros países, representando a Colombia en su folclor e interpretando el internacional bolero.

### Televisión
En su intervención en programas de televisión, "Los Zafiros" han actuado en Inravisión interpretando música de Jorge Villamil, José A. Morales, Efrain Orozco, Rafael Escalona, entre otros y haciendo parte del conjunto llanero de Miguel Ángel Martín, con ocasión de celebración de los 20 años de la Flota Mercante Grancolombiana, en homenaje a los compositores mencionados. En el programa "El Show de las Estrellas" y en “Embajadores de la Música Colombiana” de Jorge Barón, participaron a nivel nacional e internacional en muchas oportunidades; así mismo en el Canal 51 de Estados Unidos y el Canal 53 de Ecuador.

## Discografía
El Trío los Zafiros, en su vida artística ha grabado 26 discos entre larga duración (LP) y discos compactos (CD), grabados en diferentes empresas disqueras como, Sonolux, Fuentes, Raimon Records, Philips, RCA Victor; en la actualidad, graba en su propio sello: 'Zaficol'.

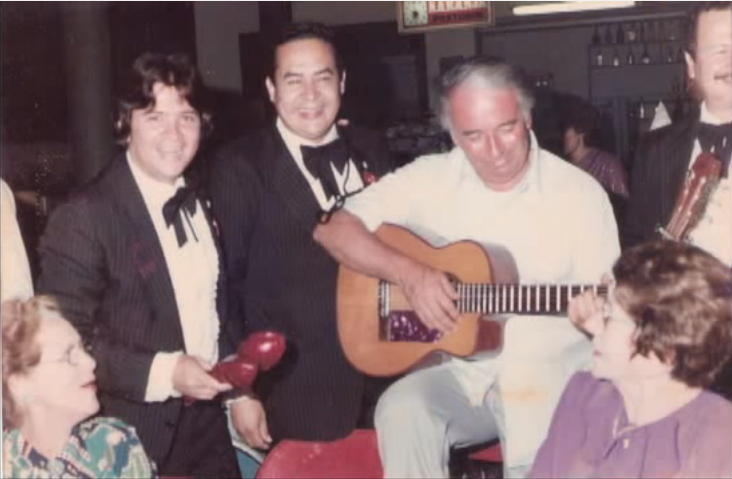
Belisario Betancur toma la guitarra de Pedro Silva

Discografía de Acetatos (Sencillos, EP y LP):
- 1963 Garagoa Sencillo (Vergara)

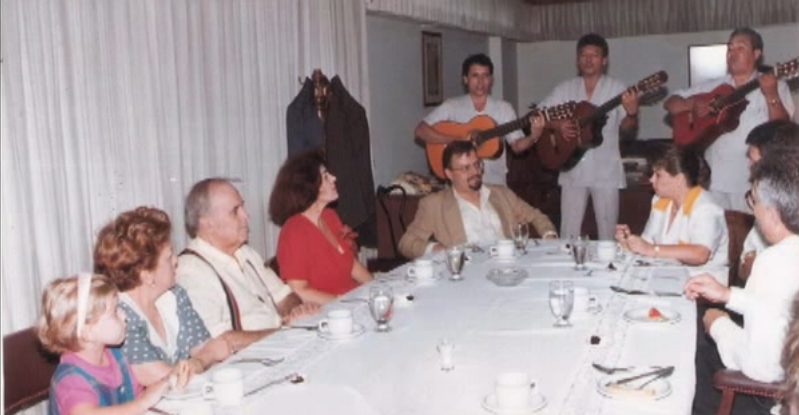
Recepción de Carlos Ardila Lülle en Hipinto, 1993 (Bucaramanga)

- Recepción de Carlos Ardila Lülle en Hipinto, 1993 (Bucaramanga)1964 Señora Bucarmanga Sencillo (Tropical)
- 1968 Oración de Amor (Philips)
- 1969 El Tren [Como Los 5 del Sur] (Philips)
- 1972 Señora Bucaramanga (Sonolux)
- 1983 Cantándole a Colombia (Sonolux)
- 1984 La Belleza del Alma (RCA)
- 1985 Mi Regalo (Sonolux)
- 1986 Cantan Para Ti (Sonolux)
- 1988 Madrigal (Raymon Records)
- 1989 A Mis Amigos (Raymon Records)
- 1990 En Tu Grado (Raymon Records)
- 1991 La Juventud Se Va (Sonolux)
- 1993 30 Años (Sonolux)
- 1994 Viva La Fiesta (Sonolux)
- 1994 Nuevos Éxitos De (Sonolux)

Discografía en Magnetos (sencillos y discos)
- 1995 La Época de Oro del Trío (Discos Fuentes)
- 1996 Y Sus Amigos (Zaficol)
- 1997 Te Amaré Toda la Vida (Discos Fuentes)
- 1998 Homenaje a Juan de la Cruz Carvajal (Discos Fuentes)
- 1999 ¿Qué Hay Qué Hacer? (Zaficol)
- 2000 Pedro Silva y su Música (Discos Fuentes)
- 2001 Te Vas a Acordar de Mi (Zaficol)
- 2005 Trío Los Zafiros (Zaficol)
- 2006 Nostalgia Colombiana (W Records)
- 2008 Estampas y Caminos Musicales (Zaficol)
- 2008 Paso de los 60 (Zaficol)
- 2010 Por qué te Quiero Tanto (Zaficol)
- 2011 Sentimiento y Nostalgia de Pedro Silva y sus Requintos (Zaficol)
- 2016 Trío Los Zafiros de Ayer, Hoy y Siempre (Zaficol)

Compilaciones
- 2009 Lo Mejor de la Música de Pedro Silva (Zaficol)
- 2013 25 Años
- 2012 50 Años de Vida Artística de Pedro Silva y su Trío Los Zafiros (Zaficol - Fuentes)

## Trascendencia
El Trío Los Zafiros es actualmente el trío más antiguo de Santander que sigue activo. Además de amenizar las tradicionales serenatas y otras reuniones sociales en el Área Metropolitana de Bucaramanga, participa continuamente en presentaciones culturales y festivales de tríos. Por más de 40 años han realizado presentaciones todas las noches en el restaurante La Carreta de la familia Janiot, hoy por hoy uno de los más representativos de Bucaramanga.

### Otros premios
En El Socorro (Santander) han ocupado el 1° y el 2° puesto en ediciones pasadas del Concurso Canción Inédita José A. Morales, así como Mejores Intérpretes de dicho célebre compositor.

### Reconocimientos
Pedro Silva ha recibido varios reconocimientos y homenajes dentro de los que se destacan la distinción del Departamento de Santander: "Luís Carlos Galán Sarmiento" en reconocimiento a 45 años eméritos y la distinción del Festivalito Ruitoqueño 'María Vitoria Prieto Galvis' por dedicar toda una vida a preservar, defender y divulgar la música colombiana.

## Contemporaneidad
El Trío Los Zafiros cuenta con un amplio repertorio de boleros y música colombiana, así como diferentes los varios ritmos del folclor latinoamericano. Pedro Silva es socio de SAYCO; profesor y militar en retiro; propietario del estudio de grabación 'Santa Cecilia' de ZAFICOL; realizador del espacio radial 'Romance con Tríos' en la emisora UIS AM; sigue componiendo letras y melodías para su trío y diferentes artistas locales; eventualmente acompaña con su requinto a la agrupación Quintaesencia dirigida por José David Ávila. 